# ورنن، شهرستان جسپر، میسیسیپی
ورنن، شهرستان جسپر، میسیسیپی (به انگلیسی: Vernon, Jasper County, Mississippi) یک منطقهٔ مسکونی در ایالات متحده آمریکا است که در شهرستان جاسپر، میسیسیپی واقع شده‌است.

## خصوصیات
ورنن ۱۲۴٫۹۷ متر بالاتر از سطح دریا واقع شده‌است.